# Cighid
Cighid es el nombre de un centro para las personas con discapacidad situado en Ghiorac, distrito de Bihor, Rumanía cerca de la frontera de Hungría. El centro está ubicado en un antiguo castillo que pertenecía al conde húngaro Tisza. Se hizo famoso durante el comunismo y se asemeja a un campo de concentración.
En 1966, el régimen comunista de Nicolae Ceauşescu decretó la prohibición de la anticoncepción y el aborto, con el objetivo de incrementar la población de Rumanía. Las milicias del régimen se encargaban de vigilar los embarazos para evitar abortos clandestinos y, si se daban, de identificar y castigar a las infractoras. Los niños eran sometidos a exámenes médicos a la edad de tres años. Entre 1987 y 1989, en ese centro, 137 niños con discapacidad murieron por el abandono al que eran sometidos. La discapacidad tenía que ver con defectos de nacimiento considerados como "irrecuperables" (en rumano: irecuperabili). La muerte de los niños se daba debido a problemas de subnutrición, de hipotermia, a la falta de higiene y a otras enfermedades. En 1990 la televisión alemana Spiegel TV presentó un especial sobre los horrores de Cighid. La mayor parte de los supervivientes todavía tienen secuelas físicas y psíquicas.